# Boris Tjajkovskij
Boris Tjajkovskij (russisk: Бори́с Алекса́ндрович Чайко́вский, tr. Borís Aleksándrovitj Tjajkóvskij; født 10. september 1925 i Moskva, Sovjetunionen, død 6. februar 1996 samme sted, Den Russiske Føderation) var en russisk komponist og pianist.
Tjajkovskij, der ikke har nogen relation til Peter Tjajkovskij, studerede hos Dmitrij Sjostakovitj, Vissarion Sjebalin og Nikolaj Mjaskovskij på Musikkonservatoriet i Moskva (1942-1949).
Han skrev 4 symfonier, orkesterværker, koncerter for bl.a. klaver, cello og violin, kammermusik, filmmusik og vokalværker.
Tjajkovskij skrev i en moderne stil, med klassiske melodiske motiver. Hans værker var ofte stort orkestreret, og ofte lange.

## Udvalgte værker
- Symfoni nr. 1 (1947) - for orkester
- Symfoni nr. 2 (1967) - for orkester
- Symfoni nr. 3 "Sebastopol" (1980) - for orkester
- Symfoni nr. 4 (1993) - for harpe og orkester
- Cellokoncert (1964) - for cello og orkester
- Violinkoncert (1969) - for violin og orkester
- "Sibiriens vind" (1984) - for orkester